# 元朗公路

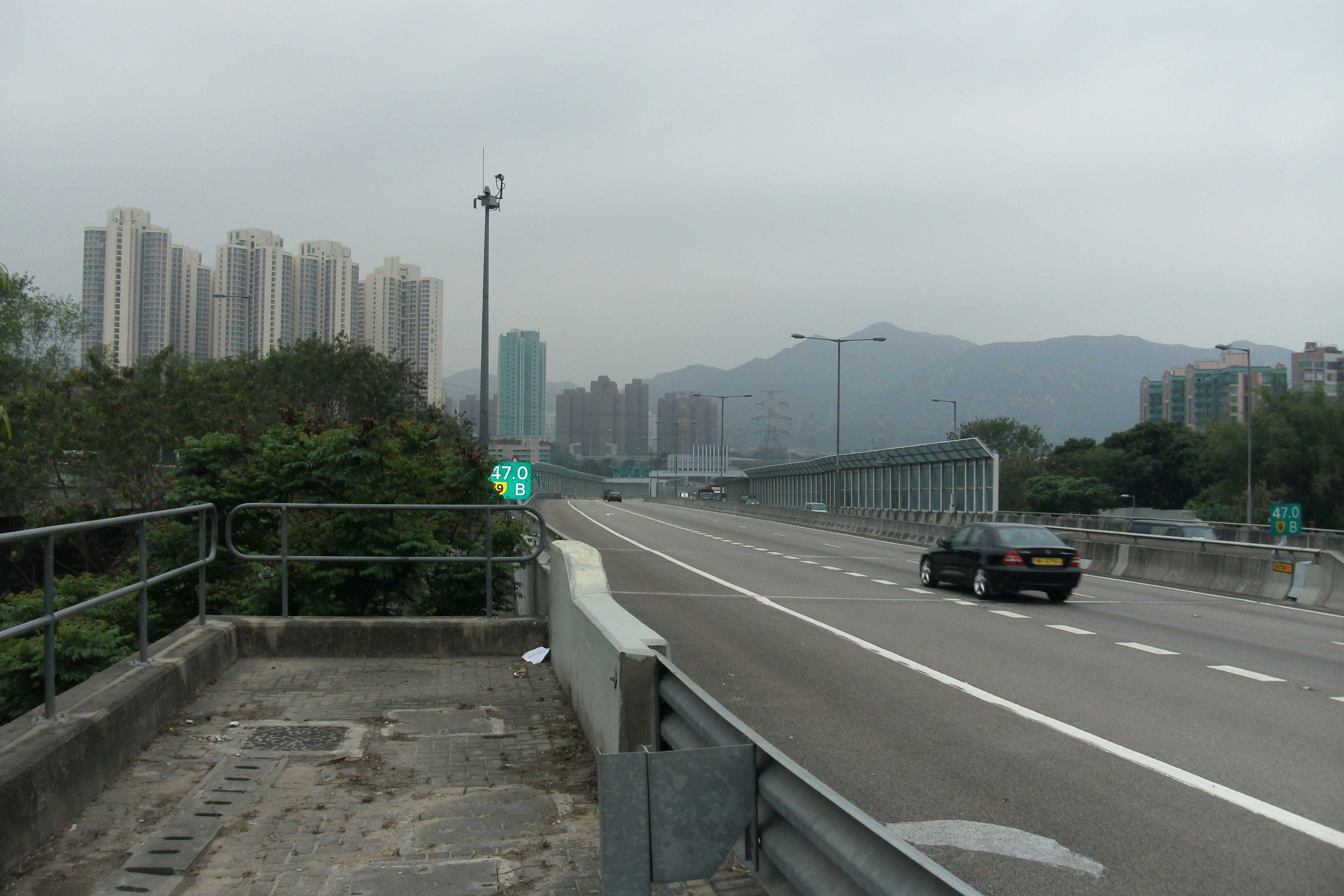
元朗公路往屯門方向（2012年）

元朗公路（英語：Yuen Long Highway），前稱元朗繞道，是香港9號幹線（前稱新界環迴公路）的一部份，是9號幹線全長41公里無間斷快速路段順時針計起點。公路連接元朗區的凹頭至屯門區的藍地，建成初時全線均為雙線雙程分隔公路，現已擴建成最少三線雙程，部分更是四線雙程分隔快速公路。大部分路段的車速限制都是每小時80公里，但連接博愛交匯處及十八鄉交匯處、不屬於9號幹線並被剔出快速公路範圍的支路，車速限制是每小時50公里。
元朗公路分兩階段建造，分別是元朗南繞道和屯門東走廊，以唐人新村為界。屯門東走廊率先於1993年7月1日通車，元朗南繞道則於1994年12月1日啟用，以幹線歷史計為較新落成的一段。元朗南繞道始於凹頭交匯處，與青朗公路交匯（可北行往新田公路或南行進入三號幹線，前往大欖隧道）。之後橫跨博愛交匯處，然後繞道經十八鄉交匯處，直至唐人新村交匯處。接著就是屯門東走廊，經天水圍西交匯處，沿著青山公路的東南面到達藍地交匯處，接駁屯門公路。
1998年三號幹線通車，大部分由元朗往市區的公共交通改行大欖隧道，而大欖隧道明顯比使用屯門公路再上元朗公路入元朗快，令元朗公路大部份路段使用量減少。惟獨介乎青朗公路至博愛交匯處的一小段，車流量持續增加，大量車輛經過博愛交匯處來往元朗公路（以連接青朗公路）及青山公路－元朗段，導致博愛交匯處在繁忙時間車多擠塞；近年情況更日益嚴重，下班繁忙時間車龍由博愛交匯處倒塞至元朗公路，甚至與青朗公路交匯的位置，直至2015年2月中，直達十八鄉交匯處的新支路通車，疏導往來元朗南的車輛，擠塞情況才稍為改善。而由於深圳灣大橋（即香港10號幹線）通車，加上大欖隧道多次加價，導致除巴士外，頗多車輛復行屯門公路，加上人口持續增加帶得路面交通使用量，因應大欖隧道通車而減少的車流已大致被抵銷。
元朗公路曾進行多次擴闊工程。最近一次擴闊工程於2006年2月完成，主要為應付深港西部通道通車將帶來的額外車流。因為深港西部通道連接的港深西部公路，不論經屯門公路還是青朗公路往九龍，都必須途經元朗公路，預計屆時元朗公路將不勝負荷，所以需要擴建。該次工程把十八鄉交匯處至藍地交匯處的一段元朗公路擴充至三線雙程，使全條元朗公路都可作最少三線雙程行車（十八鄉交匯處至博愛交匯處一段，每邊有四條行車線，但其中兩條不屬快速公路範圍，可算是惟一的例外）。

## 出口
| 元朗公路 | 元朗公路 | 元朗公路 |
| --- | -------- | --- |
| A 行車方向（順時針） | 出口編號 | B 行車方向（逆時針） |
| 連接青朗公路 |          | |
| 元朗公路終點 |          | 元朗公路起點 |
| 九龍、荃灣、青衣、大嶼山、機場 青朗公路（大欖隧道、汀九橋）                                                               | 12       | 出口設於青朗公路 |
| 元朗（南）、元朗市、大棠、十八鄉、錦田、八鄉、南生圍 十八鄉交匯處、十八鄉路、博愛交匯處、青山公路元朗段（元朗大馬路）     | 13       | 元朗市、錦田、八鄉、南生圍 博愛交匯處、青山公路元朗段（元朗大馬路）                                                              |
| 不適用 | 13A      | 元朗（南）、十八鄉、大棠 十八鄉交匯處、十八鄉路                                                                                  |
| 元朗（西）、屏山、天水圍（東） 唐人新村交匯處、朗天路、山下路、水邊圍交匯處、青山公路元朗段（元朗大馬路）、青山公路屏山段 | 14       | 元朗（西）、屏山、天水圍（東） 唐人新村交匯處、朗天路、山下路、水邊圍交匯處、青山公路元朗段（元朗大馬路）、青山公路屏山段        |
| 天水圍（西）、濕地公園、洪水橋 洪天路                                                                                     | 15       | 天水圍（西）、濕地公園、洪水橋 洪天路                                                                                            |
| 深圳灣口岸 港深西部公路、深港西部通道/深圳灣公路大橋                                                                      | 16       | 深圳灣口岸 港深西部公路、深港西部通道/深圳灣公路大橋 藍地、嶺南大學、虎地、屯門（西） 藍地交匯處、青山公路藍地段、青山公路嶺南段 |
| 藍地、嶺南大學、虎地 藍地交匯處、青山公路藍地段、青山公路嶺南段                                                           | 17       | 深圳灣口岸 港深西部公路、深港西部通道/深圳灣公路大橋 藍地、嶺南大學、虎地、屯門（西） 藍地交匯處、青山公路藍地段、青山公路嶺南段 |
| 元朗公路起點 |          | 元朗公路終點 |
| 連接藍地交匯處/屯門公路                                                                                                   |          | |

## 嚴重車禍
2009年7月25日清晨5時許，一輛懷疑超速行駛的專線小巴尾隨一輛涉嫌超重載貨的貨櫃車上斜駛至元朗公路近博愛交匯處時，小巴司機疑錯誤判斷，沒有留意貨櫃車減慢車速，全車高速狂插貨櫃車車尾，車頭凹陷毀成廢鐵，更一度起火焚燒，駕駛小巴的男司機當場慘死，連同車頭兩排座位的乘客，如三文治般人夾人叠在一起，其他乘客亦東歪西倒受傷，全車死傷枕藉，釀成4死13傷，當中一男一女乘客於當日傷重不治，另一名男乘客留醫1日後亦不治。
2017年4月12日晚上約7時半，一輛九巴265M線雙層巴士由麗瑤邨開往天恆邨期間，在駛至元朗公路近博愛交匯處時，前方的一架小巴因交通擠塞而停下，265M線巴士亦隨之停下，惟尾隨的城巴967X線雙層巴士收掣不及，碰撞265M線巴士車尾，265M巴士再撞上前方的小巴，造成70人受傷，其中1名坐在967X線城巴上層最前排的女乘客，被座位夾住被困，消防員要進行切割工作將她救出。她腳部骨折，頭部受傷，清醒送院治理，情況嚴重。其餘傷者皆為輕傷。警方會調查當時交通情況、司機的駕駛態度和身體情況，3名司機都通過酒精測試，無人被捕。受事故影響，元朗公路往屯門方向近博愛交匯處一度全線封閉近2小時，車龍遠至錦綉花園。

## 鄰近
- 大樹下西路